# Flobert (Munition)
Flobertpatrone  ist eine Sammelbezeichnung für leistungsschwache Randfeuerpatronen, die in den 1840er-Jahren entwickelt wurden und bis in das 21. Jahrhundert in mehreren Kalibern erhältlich sind.

## Geschichte
Als Flobertpatrone wird eine Munitionsart bezeichnet, bei der das Zündmittel gleichzeitig das Treibmittel ist. Erfinder war der französische Büchsenmacher Louis Nicolas Auguste Flobert, der Mitte des 19. Jahrhunderts übliche Perkussionszündhütchen mit einem Geschoss kombinierte. So entstand die erste Randfeuerpatrone, die er sich 1846 patentieren ließ. Flobertpatronen haben keine Pulverladung, sondern das Knallquecksilber dient gleichzeitig als Treibmittel. Die leistungsschwachen Patronen wurden in der Regel mit glattläufigen Handfeuerwaffen genutzt.
Flobert-Gewehre, die man auch als Zimmerbüchse bzw. Zimmerstutzen bezeichnet, verschießen schwache Randfeuermunition mit einer Rund- oder Spitzkugel in den Kalibern 4 mm, 6 mm und 9 mm; es sind auch Flobert-Schrot- und Platzpatronen bekannt. Relativ selten sind auch Flobertpatronen im Kaliber 7 mm überliefert.
Im angloamerikanischen Raum sind Varianten der Patrone als .22 BB Cap und .22 CB Cap bekannt.

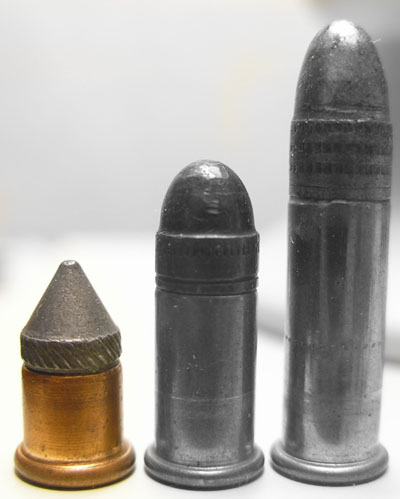
6 mm Flobert Patrone (links) im Größenvergleich zu der Randfeuerpatrone .22 kurz (Mitte) und .22 lfB (rechts)
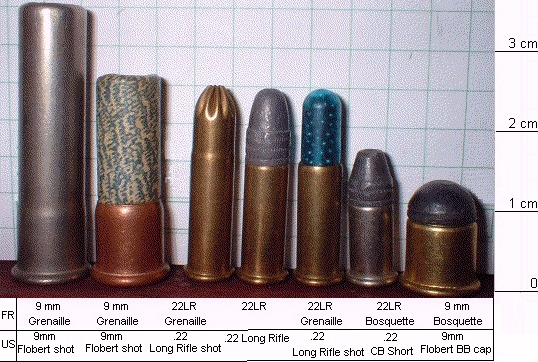
9 mm Flobert-Schrot-Munition
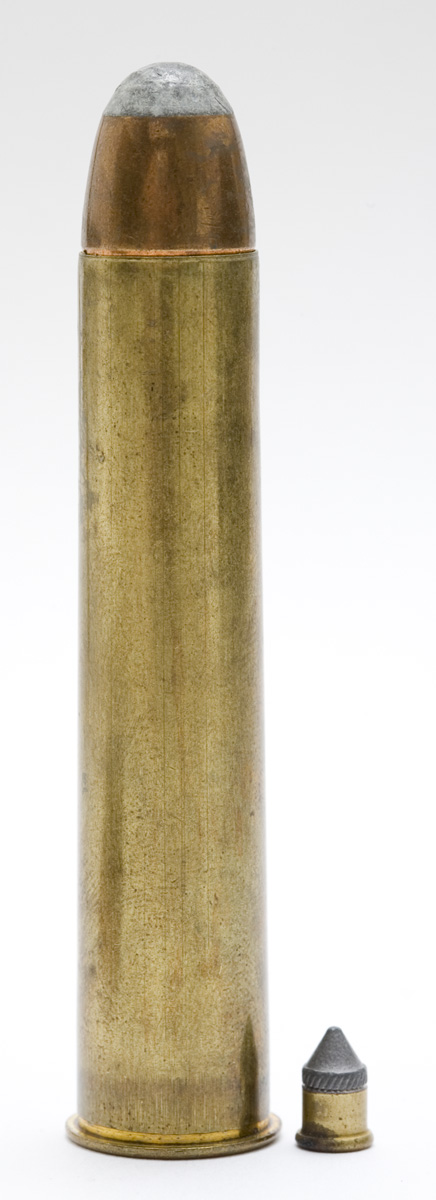
6 mm Flobert Patrone (rechts) im Größenvergleich zu der Patrone .577 Nitro-Express